# Волков, Владимир Васильевич (художник)

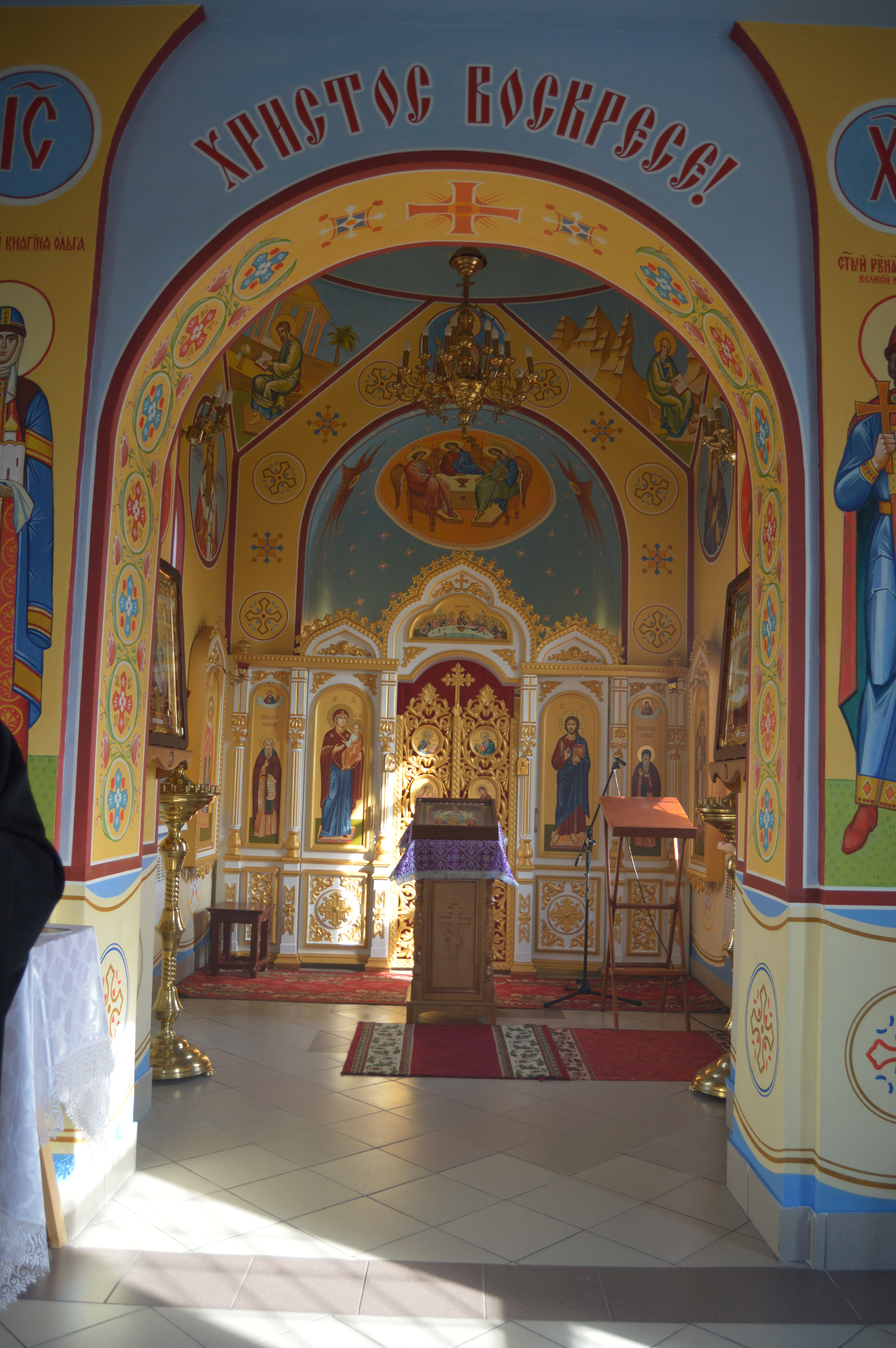

Владимир Васильевич Волков — советский и российский художник-монументалист, живописец, педагог, профессор.
Заслуженный художник России (2010). Член союза художников России с 1991 года. Председатель регионального представительства МТОО «Союз педагогов-художников» в Брянской области.

## Биография
Владимир Волков родился 21 февраля 1948 года в г. Жуковка Брянской области. Окончил художественно-графический факультет Орловского педагогического института в 1971 г. В 1983 г. окончил факультет монументальной живописи Харьковского художественно-промышленного института(мастерская народного художника УССР,действительного члена АХ СССР,профессора А. А. Хмельницкого). С 1991 г. член Союза Художников России. 1997—2000 г. -председатель Брянской организации ВТОО « Союз художников России». С 2002 г. преподает в БГУ им. академика И. Г. Петровского, профессор факультета технологии и дизайна. 2006 - лауреат премии имени А. К. Толстого « Серебряная лира». В 1997 году был издан сборник стихов Владимира Волкова «Я родился в России». В 2010 году был удостоен звания Заслуженный Художник России. В 2014 году издана монография, посвященная творчеству художника. Участник множества международных выставок и пленэров. В 2016 году был удостоен звания художник-педагог года. Живет и работает в Брянске.

## Работы
Основные работы: росписи в Брянском областном драмтеатре, медицинском колледже № 1,железнодорожном вокзале станции Брянск-1,Брянском государственном университете им. И. Г. Петровского, санатории « Жуковский»,Жуковский центральной районной библиотеке,Навлинской районной больнице, алтаре Петропаволовского женского монастыря в Брянске, реставрация росписи Крестовоздвиженского монастыря в г. Севске совместно с художником Борисовым В. И., роспись храма во имя Афанасия Печерского с. Яковск.

Поединок Челубея с Александром Пересветом

Работы находятся в Брянском областном художественном музейно-выставочном центре, Белгородском художественном музее, Орловском краеведческом музее,Рязанской картинной галерее,Жуковском историко-краеведческом музее, Светлогорской картинной галерее г. Мозырь (Беларусь), частных собраниях в России и за рубежом (Германия,Нидерланды,Швейцария)

Зал ожидания вокзала станции Брянск-1. Роспись « Князь Роман Брянский». Холодная энкаустика. 1997 г.

## Основные художественные выставки
1975 г. — Зональная выставка молодых художников (Орёл).
1984 г. — Всесоюзная выставка дипломных работ выпускников художественных вузов СССР (Тбилиси).
1989 г. — Республиканская выставка
«Натюрморт-интерьер» (Санкт-Петербург).
1990 г. — VII Зональная выставка «Край Чернозёмный» (Воронеж).
1992 г. — III Всероссийская выставка «Россия» (Москва).
1997 г. — Всероссийская выставка «Художники России 850-летию Москвы» (ЦДХ).
1997 г. — VIII Региональная «Художники центральных областей России» (Москва, ЦДХ).
1998 г. — Российско-белорусская выставка «Славянских городов немеркнущий венец» (Москва, Малый Манеж).
1999 г. — Всероссийская «Возрождение», посвящённая 2000-летию христианства (Кострома).
2000 г. — Всероссийская к 2000-летию Рождества Христова «Имени твоему» (Москва, ЦДХ).
2003—2004 г. — IX Региональная «Художники центральных областей России» (Липецк).

2003 г. — Всероссийская выставка «300 лет святителю Митрофанию Воронежскому» (Воронеж).
2005 г. — II Всероссийская выставка «Возрож-дение», к 300-летию со дня рождения святителя Иоасафа епископа Белгородского" (Белгород).
2007 г. — «Пейзажи Брянщины» (МК РФ, Москва).
2007 г. — Церковно-общественная выставка-форум «Русь Православная» ко Дню народного единства, грамота патриарха (Экспоцентр, Москва).
2008 г. — Х Региональная выставка «Художники центральных областей России» (Ярославль).
2008 г. — Всероссийская выставка «Возрождение» (Тамбов).
2008 г. — Выставка-конкурс, посвящённая Году семьи (Москва, Зубовский бульвар, диплом).
2009 г. — Всероссийская выставка «Россия XI» (Москва, ЦДХ).
2009 г. — выставка, посвящённая Дню космонавтики (Гагарин).
2010 г. — выставка землячеств, посвящённая 65-летию Великой Победы (Москва).
2011 г. — выставка-конкурс на соискание премии «Прохоровское поле» в области изобразительного искусства (Белгород).
Участник групповых выставок:1991 г. — «Художники Брянска в Москве», 2002 г. — Межобластная выставка «Россия молодая» (Брянск), 2006, 2007, 2008, 2009 гг. — I Международный фестиваль пейзажной живописи им. К. Цвирко, «Человек прекрасный», «Человек и колесо», «Арт-крок» (Минск, Национальная библиотека республики Беларусь). 2007 г. — Международный славянский пленэр «190 лет А. К. Толстому» (Красный Рог), 2009 г. (Смоленск, Калуга), 2008 г. — в здании Совета Федерации Федерального собрания РФ (Москва), 2010 г. — выставка художников Брянской организации ВТОО «Союз художников России» (Могилёв, Белоруссия).
Персональные выставки: 1993, 1998 гг. (Брянск), 2002 г. (Почеп), 2003 г. (Унеча), 2003 г. (Клинцы), 2003 г. (Брянск), 2003 г. (Жуковка), 2003 г. (Дятьково), 2004 г. (Гомель, Беларусь), 2005 (Минск, Беларусь), 2005 г. — «По святым местам» (Брянск, Союз писателей), 2005 г. — «Лики России» (Брянск, БГУ), 2006 г. (Жуковка), 2008 г. (Брянск), 2009 г. (Брянск), 2009 г. (Овстуг, музей Ф. И. Тютчева), 2010 г. (Брянск, галерея «Персона»).